# تلفريك توجال
تلفريك توجال: هو أطول تلفريك بالعالم والبالغ طوله نحو ثماني كيلومترات والذي يقع شمال العاصمة الإيرانية طهران. وقد تم بناء هذا التلفريك في سفوح ومرتفعات جبال البرز وتحديداً في منطقة شميرانات شمال مدينة طهران. تبدأ المحطة الأولى لخط التلفريك من ارتفاع يصل إلى 1900 متر عن سطح البحر وتنتهي في مرتفع يبلغ 3800 متر ولهذا الخط سبع محطات. ويستعمل أغلب المتزلجين على الثلج هذا التلفريك على اعتبار أن مكان التزلج يقع في المحطة السابعة له، ويبدأ الانحدار من سفح (توجال) وينتهي عند فندق “توجال”‌ والذي عادةً ما يكون مُضيفاً لمتسلقي الجبال والمتزلجين على الثلج، وبسبب هذا الارتفاع للمنحدر فإن الثلج يغطيه طيلة فترة 8 أشهر من السنة. كما أن سرعة حركة المقصورات أثناء طريق التلفريك تصل إلى أربعة أمتار في الثانية.

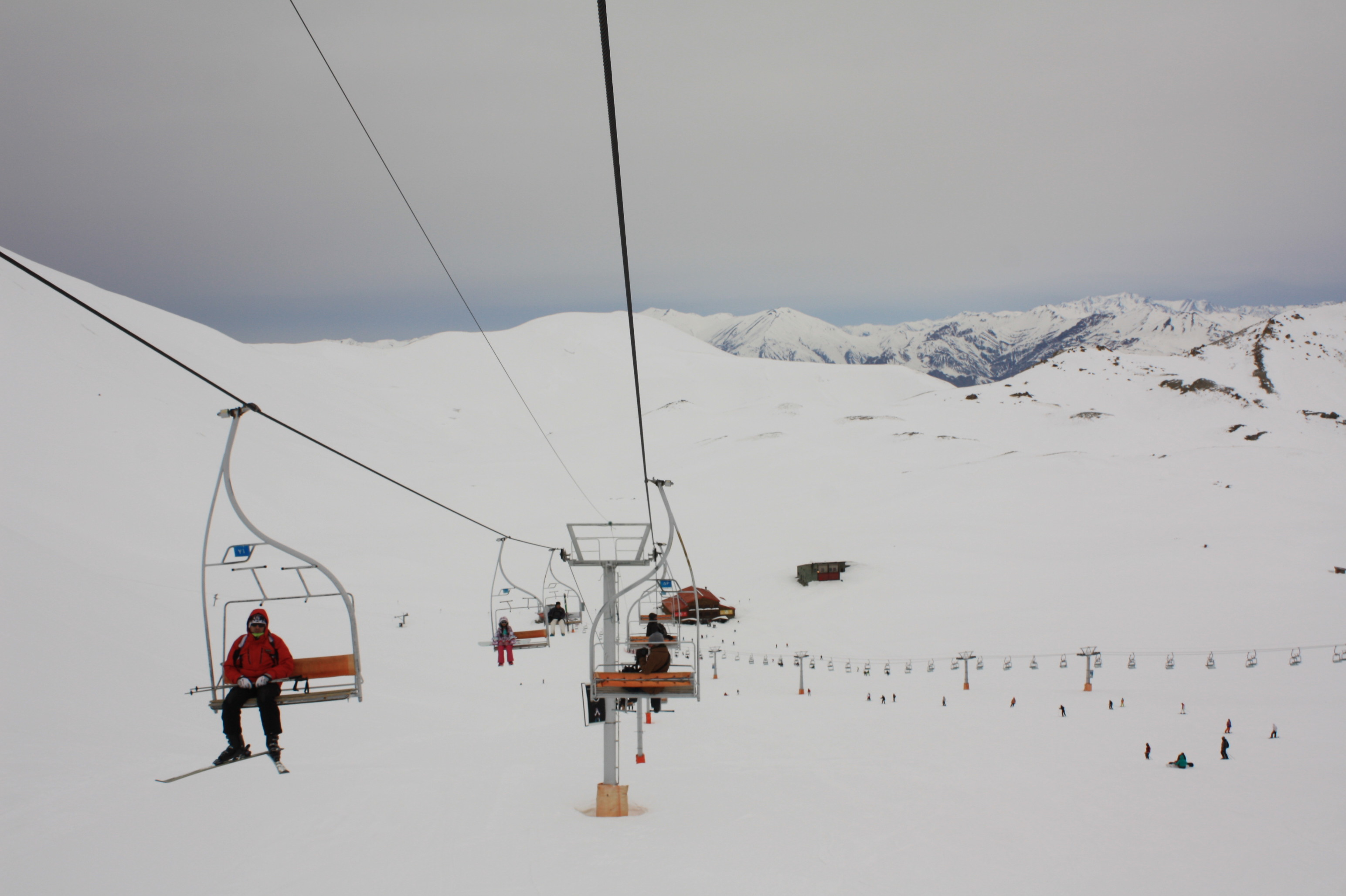
تلفريك توجال

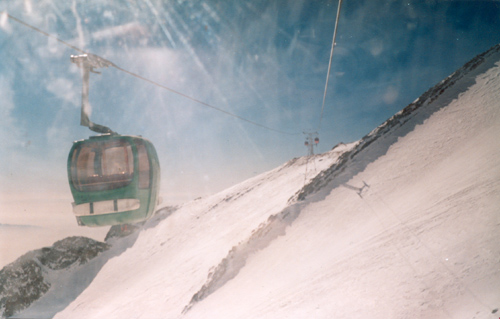
تلفريك توجال

## الموقع
يقع تلفريك توجال داخل منتجع توجال الضخم للرياضة الترفيهية الذي يقع بدوره بين الجبال الواقعة شمال العاصمة الإيرانية طهران، ويُعتبَر من المراكز السياحية المعروفة فيها.

## معرض الصور

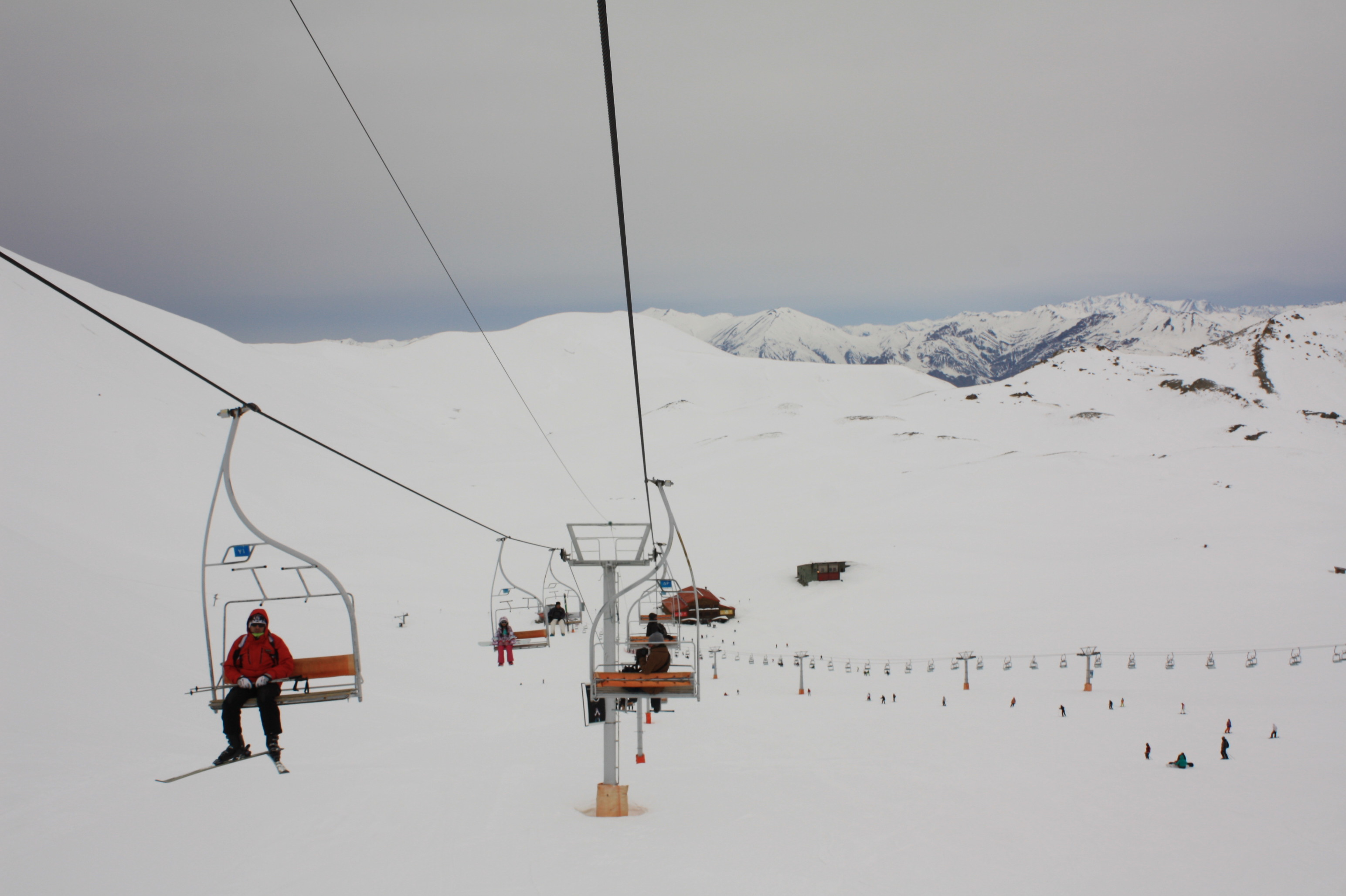
تلفريك توجال
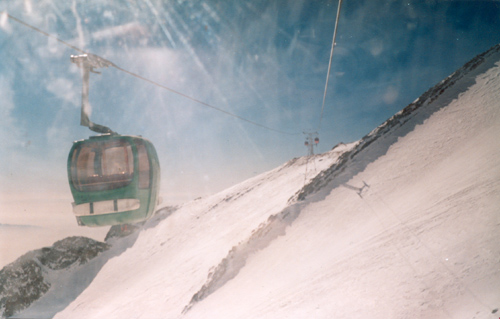
تلفريك توجال
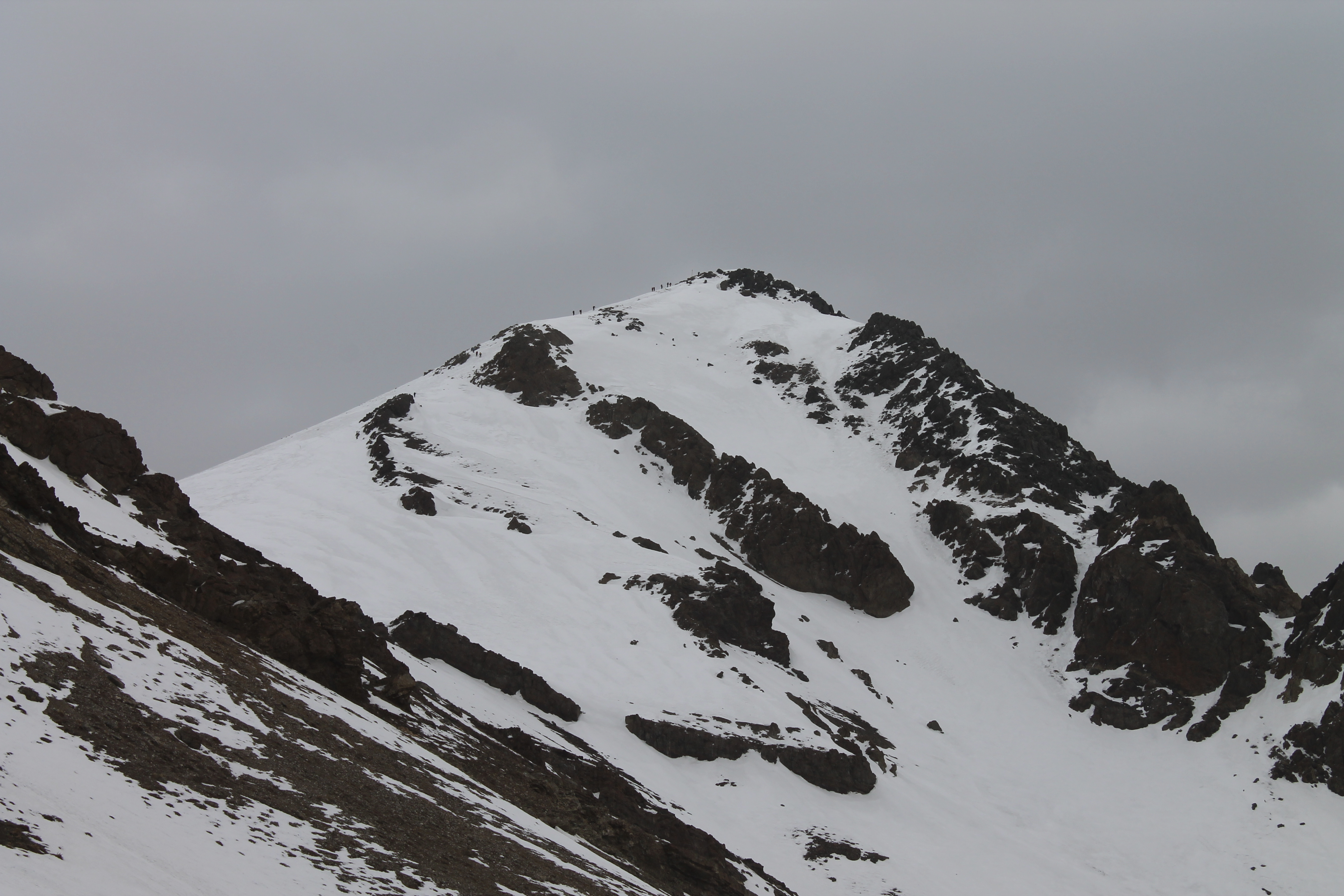
قمة جبل توجال
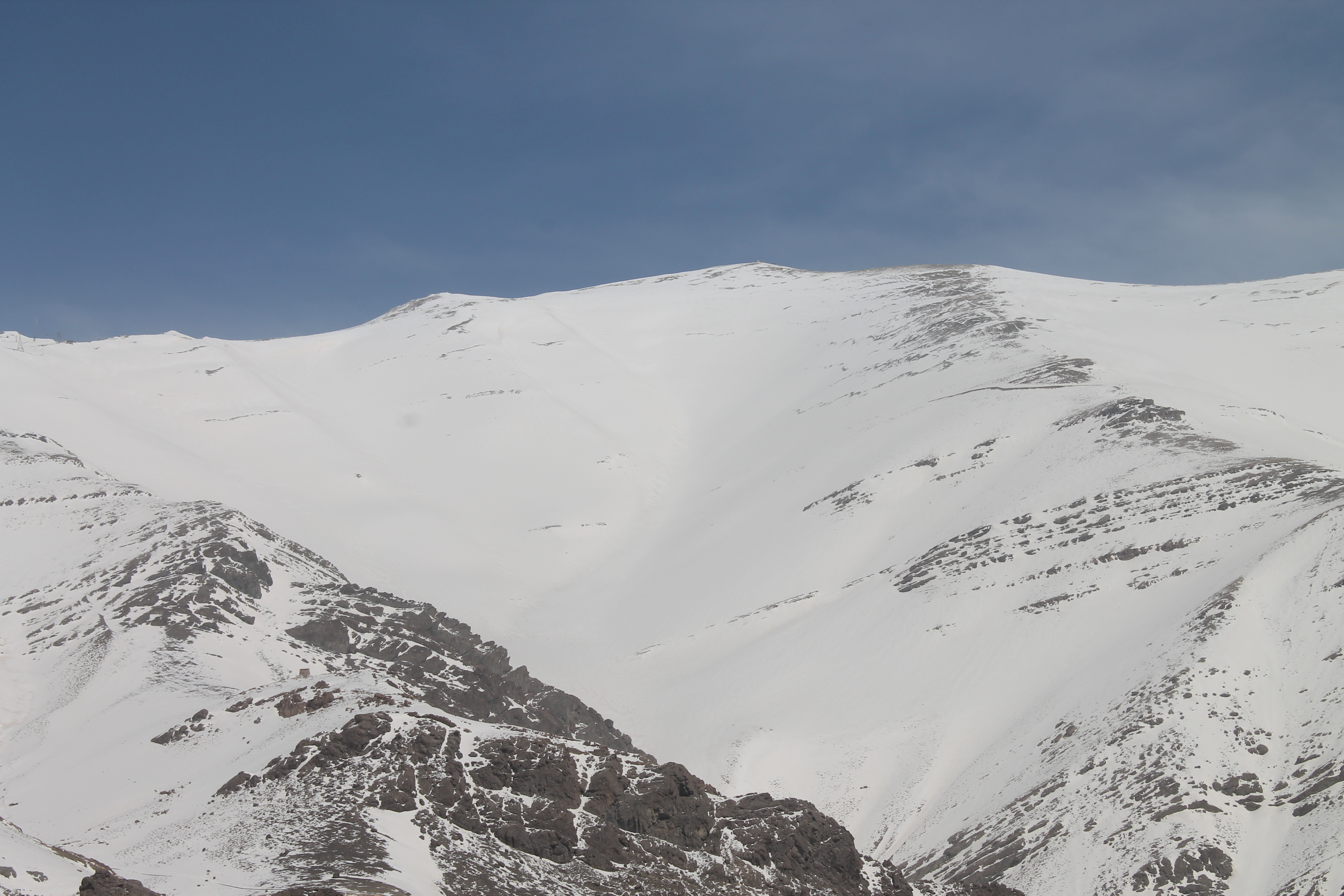
قمة جبل توجال